# Goran Moravček
Goran Moravček (Rijeka, 14. svibnja 1955.), hrvatski novinar i nakladnik.

## Životopis
Rođen je u Rijeci 14. svibnja 1955. godine i u kojoj je završio gimnaziju 1974. godine, a u Zagrebu 1979. godine Fakultet političkih znanosti. 
Pisac je predgovora i urednik više desetaka knjiga (npr. Kobler: Povijest Rijeke; Radmila Matejčić: Kako čitati grad, Emanuel Hoško: Trsatski franjevci, Giacomo Scotti: Fojbe, M. Lazzarich: Kantrida bijelih snova, Rude Pauer Paškvan – Ivo Paškvan: Martinšćica u srcu) i drugih. Pokretač je projekta online Riječke enciklopedije (www.fluminensia.eu).
Suradnik je u znanstvenim i popularnim časopisima te u periodičnim i dnevnim novinama.

## Djela

### Autor
- Rijeka, prešućena povijest (1990.),
- Rijeka između mita i povijesti (2006),
- Autocesta Rijeka-Zagreb: Cesta života (2007.),
- The Rijeka-Zagreb motoway: The road of life (2007.).
- Povijesno-kulturna baština Riječke nadbiskupije (u pripremi)

### Suautor
- Marijin Trsat (1991., 2003.),
- Hrvatski ljetopis (1994.),
- Općina Mošćenička Draga: Slike sjećanja i života (1890. – 2006.),
- Stoljetnica života i rada Milosrdnih sestara sv. Križa na Sušaku (2005.).